# كازو ماتسوي
كازو ماتسوي (باليابانية: 松井稼頭央؛ بالكانا: まつい かずお) هو لاعب كرة قاعدة ياباني، ولد في 23 أكتوبر 1975 في هيغاشي-أوساكا في اليابان.

## وصلات خارجية
- كازو ماتسوي على موقع دوري كرة القاعدة الرئيسي (الإنجليزية)
- كازو ماتسوي على موقع الدوري الياباني لكرة القاعدة (الإنجليزية)
- كازو ماتسوي على موقعبيزبول رفرنس.كوم (الدوري الرئيسي) (الإنجليزية)
- كازو ماتسوي على موقعبيزبول رفرنس.كوم (الدوري الثانوي) (الإنجليزية)
- كازو ماتسوي على موقع إي إس بي إن.كوم (أم.أل.بي) (الإنجليزية)
- كازو ماتسوي على موقع مشجعي الرسوم البيانية (الإنجليزية)